# Молла Джума
Молла Джума (азерб. Molla Cümə), имя при рождении Сулейман Салах оглы (1855, село Ашагы-Лайски — май 1920, там же) — азербайджанский ашуг. 

## Биография
Родился в 1855 году в селе Ашагы-Лайски. Образование получил на арабском и персидском языках, был знаком с классической литературой. Любовная лирика занимала основное место в творчестве поэта, за исключением некоторых стихов («Что ты сделал, мир?», «Когда ты плачешь» и др.). В своих стихах (гошма, герайлы, таджнис, дивани, мухаммас и др.) ашуг обличал духовенство, богачей. 
Погиб при трагических обстоятельствах в мае 1920 года.

## Увековечение памяти
- Одно из сёл Шекинского района названо в его честь[1].
- Улица Левандовского в Баку в 1992 году была переименована в улицу Ашуга Моллы Джумы.
- О Молла Джума снят документальный фильм[2].